# 철도 노선

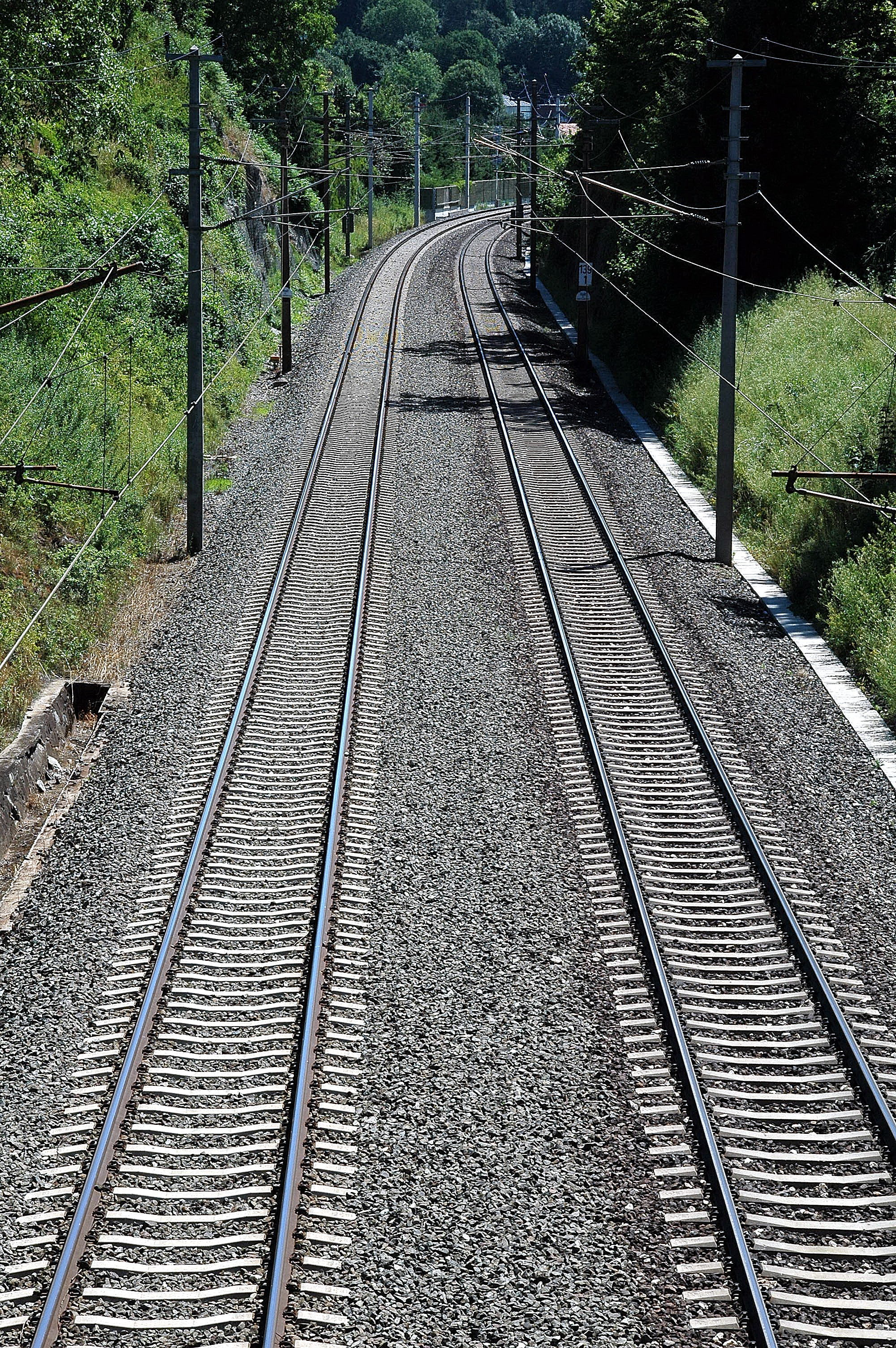

철도 노선(鐵道路線)은 출발지(기점)와 목적지(종점) 사이에 부설된 철도의 선로 구간이다. 넓은 의미에서 열차가 운행되는 운행 계통이나 애칭을 붙인 구간을 가리킨다. 고속 주행이 가능한 철도 노선을 고속선이라고 한다.

## 같이 보기
- 선로